# Afarsia rutilans
Afarsia rutilans is een vlinder uit de familie van de Lycaenidae. De wetenschappelijke naam van de soort is voor het eerst gepubliceerd in 1886 door Otto Staudinger.
De soort komt voor in Tadzjikistan.

## Ondersoorten
- Afarsia rutilans rutilans (Staudinger, 1886)
- Afarsia rutilans jurii (Tshikolovets, 1997)
  - = Polyommatus jurii Tshikolovets, 1997
  - = Afarsia jurii Korb & Bolshakov, 2011